# Îles Rowa
Cet article concerne les îles Reef au nord du Vanuatu. Pour les îles Reef voisines, à l'est des îles Salomon, voir îles Reef.
Les îles Rowa (ou simplement Rowa, ou Roua, ou encore Reef Islands) sont un atoll du nord du Vanuatu, situé dans le nord de l’archipel des îles Banks, entre Mota Lava et Ureparapara. Sa superficie est de 1 km2.
L’atoll est inhabité : sa population a été évacuée vers Ureparapara dans les années 1950 à cause d’un cyclone.

## Échanges
L'atoll de Rowa produit une monnaie de coquillages en usage uniquement dans ces îles, les îles Banks et le nord de Maewo.